# Эрменгол (граф Осоны)
Эрменго́л I (кат. Ermengol I) (около 925—21 августа 943) — граф Осоны (939—943), сын графа Барселоны Сунийе I, представитель Барселонской династии.
Эрменгол был назначен своим отцом графом Осоны в 939 году, однако уже в 943 году он был убит и его владения вновь воссоединены с графством Барселона. Мартирологи датируют его смерть 21 августа, говоря, что он был убит в местечке Балтарге (графство Сердань). Имена убийц Эрменгола неизвестны, однако историки считают, что он стал жертвой нового военного конфликта между своим отцом и графом Сердани Сунифредом II. Смерть Эрменгола сильно повлияла на графа Сунийе I: предполагается, что гибель любимого сына стала причиной отречения графа Барселоны от престола и его ухода в монастырь в 947 году.